# 愛丁堡皇家天文台

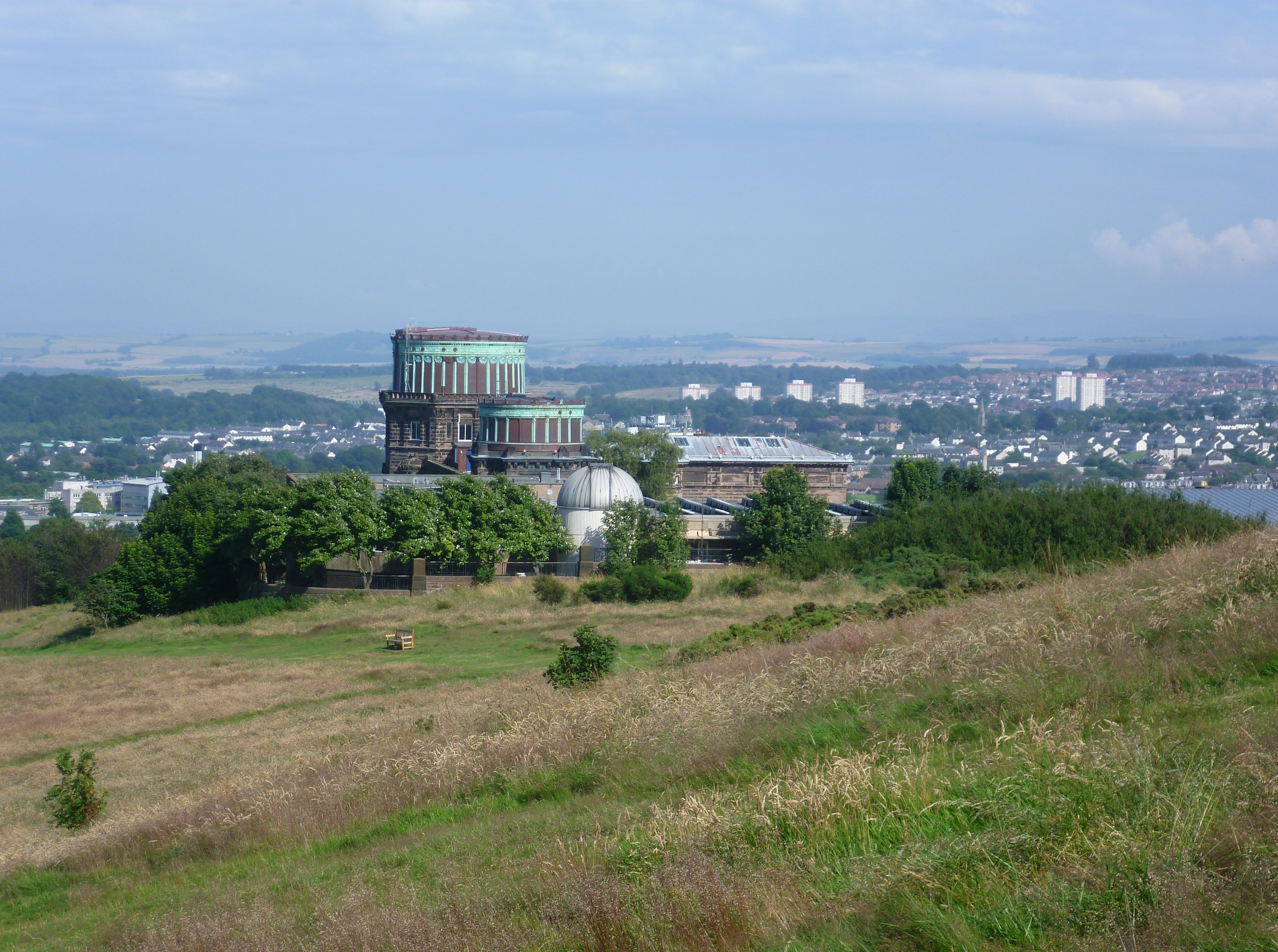
爱丁堡皇家天文台，布莱克福德山

愛丁堡皇家天文台 (英語：Royal Observatory, Edinburgh) 是位於英國蘇格蘭布萊克福德山上的一座天文台。愛丁堡皇家天文台的前身是位於卡爾頓山的愛丁堡市天文台。1896年，愛丁堡皇家天文台從位於市中心的卡爾頓山搬遷至現在的愛丁堡皇家天文台。現在愛丁堡皇家天文台是英国的主要天文台之一，由科學技術設施會所有，爱丁堡大学營運。

## 外部連結
- 官方网站